# The ReVe Festival: Finale
The ReVe Festival: Finale là album tổng hợp đầu tiên bởi nhóm nhạc nữ Hàn Quốc Red Velvet. Album đã được giới thiệu và cho phép đặt trước từ ngày 12 tháng 12 năm 2019, trước khi được ra mắt bởi Công ty giải trí SM vào ngày 23 tháng 12 năm 2019, cùng với Dreamus trên cương vị là nhà phân phối tại Hàn Quốc. Là bản phát hành thứ ba cũng như cuối cùng của bộ ba The ReVe Festival của nhóm, nó gồm 12 bản nhạc vốn được lấy từ hai đĩa mở rộng trước đó là The ReVe Festival: Day 1 and The ReVe Festival: Day 2. Cùng với nhà sáng lập SM Lee Soo-man trên cương vị là giám đốc sản xuất, Finale bao gồm bốn bài hát mới là "Psycho", "In & Out", "Remember Forever" và một bài hát trước đó đã được tiết lộ nhưng chưa được ra mắt là "La Rouge", với trước đây là đĩa đơn mở đường cho album (và sau đó là đĩa đơn thứ ba và cuối cùng trong bộ ba). Album đã được ra mắt với 2 phiên bản và 2 gói lẫn ảnh bìa khác nhau, cùng lúc đó phiên bản đĩa mở rộng kỹ thuật số chỉ chứa 4 bản nhạc mới cũng đã được ra mắt cùng ngày.
Kể từ khi ra mắt, album đã thành công về mặt thương mại ở trong lẫn ngoài nước. Đây là album thứ 11 của nhóm đứng đầu bảng trên Bảng xếp hạng album tuần của Gaon trong 2 tuần, cùng lúc đó nó cũng trở thành album thứ 10 bước vào top 3 Bảng xếp hạng album thế giới của Billboard. Nó cũng là bản phát hành đầu tiên của nhóm lọt vài bảng xếp hạng album theo thành phần, như bảng xếp hạng album Tây Ban Nha,  Ba Lan và Bỉ. Đĩa đơn chính của nó cũng rất là thành công về mặt thương mại lẫn hàn lâm, trở thành đĩa đơn có thành tích nhạc số của nhóm kể từ đĩa đơn "Power Up" và là bài hát thứ 2 đứng đầu Bảng xếp hạng bài hát thế giới của Billboard, kể từ "RBB (Really Bad Boy)" vào cuối năm 2018.

## Diễn biến và ra mắt
Trong lúc cả nhóm Red Velvet đang tham gia chương trình Idol League vào tháng 7 năm 2019, thành viên Irene đã xác nhận về kế hoạch tương lai của nhóm trong năm 2019 rằng sẽ có thêm 2 phần trong bộ ba The ReVe Festival, chúng được mang tên là Day 2 (đã được ra mắt vào ngày 20 tháng 8 năm 2019) và Finale. Sau đó, cả nhóm trình diễn trong 2 đêm cho buổi hòa nhạc thứ 3 của họ, mang tên "La Rouge" tại Khu mái vòm Hwa-jeong Tiger của Đại học Hàn Quốc, thành phố Seoul vào tháng 11 năm 2019, nơi họ đã ra mắt một bài hát mới độc quyền cho buổi hòa nhạc, ban đầu nó được biết với cái tên "Shining" (tạm dịch: Tỏa sáng). Album sau đó đã được giới thiệu thông qua các phương tiện truyền thông vào nửa đêm ngày 12 tháng 12 năm 2019, với áp phích chuyển động giới thiệu phong cách với khẩu hiệu; "Don't be afraid of the dark. The fireworks will light up the sky" (Đừng sợ bóng tối. Pháo hoa sẽ thắp sáng bầu trời) và "Stay in the magic even after dark. The fireworks start" (Ở trong ma thuật kể cả khi trời tối. Pháo hoa sẽ bắt đầu nổ). Danh sách bài hát cũng đã được tiết lộ vào nửa đêm ngày 15 tháng 12 năm 2019, tiết lộ tên 4 bản nhạc mới, chúng có tên "Psycho" (Tâm thần), "In & Out" (Trong & Ngoài), "Remember Forever" (Mãi Nhớ) and "La Rouge" (Đây là từ tiếng Pháp, có nghĩa là Đỏ), vốn được biết trước đó với cái tên "Shining." Nó đã được ra mắt sau đó vào ngày 23 tháng 12 năm 2019 trùng với ngày ra mắt video ca nhạc của "Psycho." Trong khi phiên bản vật lý chứa hai gói với các phiên bản khác nhau với 16 bài hát trong danh sách, thì phiên bản kỹ thuật số lại ở dạng đĩa mở rộng và chỉ chứa 4 bài hát mới được ra mắt lúc đó.

## Diễn biến thương mại
Kể từ khi ra mắt, The ReVe Festival: Finale đã là một sự thành công về mặt thương mại đối với Red Velvet. Album này là bản phát hành thứ 11 của nhóm đứng hạng 1 trên Gaon Album Chart, nhưng là bản phát hành đầu tiên ra mắt tại vị trí thứ nhất và giữ vững ngôi đầu của bảng này trong 2 tuần. Chỉ với 1 tuần để thu thập số liệu trong tháng 12 năm 2019, album này đã đứng hạng 3 về album được bán nhiều nhất trong tháng 12 trên Bảng xếp hạng album của, và sau đó đứng hạng 57 trong top album bán chạy nhất năm 2019. Tính đến tháng 3 năm 2020, nó đã được tẩu tán 144,855 bản. Ngoài ra, album còn đứng vị trí cao nhất là thứ 3 trên Bảng xếp hạng album thế giới của Billboard. Ngoài ra, album này là cột mốc thứ 10 của nhóm tiến vào top 5 của bảng xếp hạng này cho đến bây giờ, cũng là bản phát hành thứ 2 của nhóm trụ được 10 tuần trên bảng xếp hạng này, nối tiếp Day 2 khi nó đã giành tổng cộng 13 tuần trụ trên này. Nó cũng đã lọt top Bảng xếp hạng Billboard Tastemakers Albums at với hạng 3, giúp Red Velvet trở thành nhóm nữ K-pop đầu tiên và thứ 4 so với tổng thể được lọt vào bảng xếp hạng này. Album tiếp tục ghi nhận những thành công của nó trên các bảng xếp hạng tương ứng ở châu Âu, trở thành album đầu tiên của nhóm lọt bảng xếp hạng album ở Tây Ban Nha, Polish, Ba Lan và Bỉ Ultratop.

## Thành phần
Album chứa 16 bản nhạc, với 12 bản nhạc là được chọn từ 2 phần EP trước thuộc bộ ba album ra mắt cùng năm. Đĩa đơn chính "Psycho" là một bản nhạc R&B với trap và có sự ảnh hưởng từ future bass, bắt đầu bài hát là một đoạn nhạc dạo "tráng lệ", theo sau đó là tiếng dây đàn pizzicato đầy "kịch tính", hợp âm "cổ điển" và những nguyên tố như "tiết tấu của trap, tiếng synths lép nhép", chúng đã đánh dấu bài hát là đĩa đơn thứ 7 rơi vào "Velvet" concept. Nó được viết bởi nhạc sĩ Kenzie, còn phần sản xuất thì được nhào nặn bởi nhà sản xuất Andrew Scott, nhạc sĩ Cazzi Opeia và EJAE, ngoài ra phần hòa âm được thực hiện bởi Druski and Yoo Young-jin. Nó đã được tiến hành bởi bởi "In & Out", một bản nhạc synth-pop "kinh dị, nổi bật" cũng được đồng sáng tác bởi Kenzie và Opeia, sau này là người đã đồng sản xuất bài hát với đội sản xuất Moonshine. Bản nhạc thứ ba "Remember Forever" là một bản nhạc R&B và doo-wop ballad ngọt ngào, trong khi đó bản nhạc cuối cùng "La Rouge" lại có cảm giác của jazz, khi nó mang trong mình những yếu tố của nhạc jazz và funk. Nó đã được viết và sản xuất bởi bởi Andreas Öberg, Simon Petrén, Maja Keuc, Hwang Chan-hee, và Hong So-jin, cũng là người đã đồng sản xuất đĩa đơn trước của nhóm "Umpah Umpah" (2019).

## Tour diễn và các màn biểu diễn trực tiếp
Sau màn biểu diễn hé lộ sớm "La Rouge" của nhóm xuyên suốt buổi hòa nhạc thứ 3 cùng tên của họ vào tháng 11 năm 2019, Red Velvet đã lần đầu trình diễn  "Psycho" và "Remember Forever" tại buổi tiệc ReVe Festival FINALE vào ngày 22 tháng 12 năm 2019, nó đã được công chiếu công chiếu độc quyền trên V Live với sự tham dự của những người hâm mộ của nhóm nhưng chỉ với số lượng giới hạn. Nhóm đã sắp xếp lịch trình để biểu diễn và quảng bá đĩa đơn "Psycho" lần đầu tại đại nhạc hội cuối năm SBS Gayo Daejeon vào ngày 25 tháng 12 năm 2019. Tuy nhiên, thành viên Wendy bất ngờ gặp chấn thương khi bị ngã từ sân khấu cao 2 mét khi đang diẽn tập, buổi biễu diễn được ghi hình trước của họ đã được lên sóng thay thế, điều đó dẫn đến sau này nhóm sẽ phải biểu diễn với đội hình 4 người trong các màn biểu diễn tương lai. Đội hình 4 người này thậm chí đã phải hát hết phần của Wendy tại Giải thưởng âm nhạc Seoul lần thứ 29 vào ngày 30 tháng 1 năm 2020, cũng là nơi họ 5 lần liên tiếp giành được Giải thưởng chính (Bonsang).

## Danh sách bài hát
Track 4 tới 9 là từ The ReVe Festival: Day 2, được liệt kê rất khác biệt so với EP, trong khi đó track 10 tới 15 là từ The ReVe Festival: Day 1, cũng giống như track 4 đến 9 chúng có cùng 1 chủ đề hình ảnh.
| STT              | Nhan đề                                                                        | Phổ lời                                                               | Phổ nhạc                                                                                               | Arrangement                                                 | Thời lượng |
| ---------------- | ------------------------------------------------------------------------------ | --------------------------------------------------------------------- | --- | ----------------------------------------------------------- | ---------- |
| 1.               | "Psycho"                                                                       | Kenzie                                                                | Andrew Scott Cazzi Opeia EJAE                                                                          | Druski Yoo Young-jin                                        | 3:31       |
| 2.               | "In & Out"                                                                     | Kenzie                                                                | Kenzie Moonshine Cazzi Opeia                                                                           | Moonshine                                                   | 3:13       |
| 3.               | "Remember Forever"                                                             | Lee Seuran Jang Yeo-jin (Lalala Studio)                               | Louise Frick Sveen Royal Dive                                                                          | Royal Dive                                                  | 3:08       |
| 4.               | "Eyes Locked, Hands Locked" (눈 맞추고, 손 맞대고; nun matchugo, son matdaego) | Sumin                                                                 | Sumin                                                                                                  | Sumin, Jeong Dong-hwan                                      | 4:11       |
| 5.               | "Ladies Night"                                                                 | Park Ji-yeon (Mono Tree)                                              | Chu Dae-gwan (Mono Tree) Andreas Öberg Maja Keuc                                                       | Chu Dae-gwan (Mono Tree)                                    | 3:57       |
| 6.               | "Jumpin'"                                                                      | Kenzie                                                                | Kenzie Caesar & Loui Ylva Dimberg                                                                      | Caesar & Loui                                               | 3:36       |
| 7.               | "Love Is the Way"                                                              | (Jam Factory)                                                         | Ryan S. Jhun Denzil "DR" Remedios Nermin Harambasic Rodnae "Chikk" Bell Courtney Woolsey Charite Viken | Denzil "DR" Remedios                                        | 3:32       |
| 8.               | "Carpool" (카풀; kapul)                                                        | Kenzie                                                                | Sophia Ayana Léon Paul Palmen Nathan Cunningham Marc Sibley                                            | Sophia Ayana Léon Paul Palmen Nathan Cunningham Marc Sibley | 3:27       |
| 9.               | "Umpah Umpah" (음파음파; eumpa-eumpa)                                          | Jeon Gandi                                                            | Christoffer Lauridsen Andreas Öberg Allison Kaplan                                                     | Christoffer Lauridsen Andreas Öberg                         | 3:40       |
| 10.              | "LP"                                                                           | Seo Ji-eum                                                            | Ryan S. Jhun Hanif Hitmanic Sabzevari Dennis DeKo Kordnejad Pontus PJ Ljung Anna Isbäck                | Ryan S. Jhun Hitmanic DeKo PJ                               | 3:27       |
| 11.              | "Parade" (안녕, 여름; Annyeong, Yeoreum; lit: Xin chào, Mùa hè)                | Seo Ji-eum                                                            | Fredrik Häggstam Johan Gustafsson Sebastian Lundberg Ylva Dimberg                                      | Trinity                                                     | 3:13       |
| 12.              | "Bing Bing" (친구가 아냐; Chinguga Anya; nghĩa: Không phải là bạn)             | Kim Soo-jin (Jam Factory)                                             | Will Simms Ylva Dimberg Neil Athale                                                                    | Will Simms Ylva Dimberg Neil Athale                         | 3:27       |
| 13.              | "Milkshake"                                                                    | Kim Bo-eun (Jam Factory)                                              | Moonshine Cazzi Opeia Boots a.k.a. Per Kristian Ottestad                                               | Moonshine                                                   | 3:30       |
| 14.              | "Sunny Side Up!"                                                               | Jeon Gandi                                                            | Moonshine Ellen Berg Cazzi Opeia                                                                       | Moonshine                                                   | 3:23       |
| 15.              | "Zimzalabim" (짐살라빔; Jimsallabim)                                           | Lee Seu-ran                                                           | Olof Lindskog Daniel Caesar Ludwig Lindell Hayley Aitken                                               | OLLIPOP Caesar & Loui                                       | 3:10       |
| 16.              | "La Rouge" (Track đặc biệt)                                                    | JQ Moon Seo-ul Ahn Young-joo (makeumine works) mola (makeumine works) | Andreas Öberg Simon Petrén Maja Keuc Hwang Chan-hee Hong So-jin                                        | Simon Petrén                                                | 3:10       |
| Tổng thời lượng: | Tổng thời lượng:                                                               | Tổng thời lượng:                                                      | Tổng thời lượng:                                                                                       | Tổng thời lượng:                                            | 55:35      |

## Diễn biến trên bảng xếp hạng
| Bảng xếp hạng (2019–2020)               | Vị trí cao nhất |
| --------------------------------------- | --------------- |
| Album Bỉ (Ultratop Vlaanderen)          | 181             |
| Album Nhật Bản (Oricon)                 | 24              |
| Japan Hot Albums (Billboard Japan)      | 45              |
| Album Ba Lan (ZPAV)                     | 45              |
| South Korean Albums (Gaon)              | 1               |
| Spanish Albums (PROMUSICAE)             | 80              |
| Album Hoa Kỳ Digital (Billboard)        | 22              |
| Album Hoa Kỳ Heatseekers (Billboard)    | 2               |
| Album Hoa Kỳ Independent (Billboard)    | 8               |
| Album Hoa Kỳ Top Tastemaker (Billboard) | 3               |
| US Top Album Sales (Billboard)          | 40              |
| Album Hoa Kỳ World (Billboard)          | 3               |

| Bảng xếp hạng (2019)       | Thứ hạng |
| -------------------------- | -------- |
| South Korean Albums (Gaon) | 57       |

## Giải thưởng và chứng nhận
| Nhà phê bình/Nhà xuất bản | Danh sách               | Vị trí | Chú thích |
| ------------------------- | ----------------------- | ------ | --------- |
| Reddit K-Pop              | Album của Năm 2019      | 1      | [ 32 ]    |
| Reddit K-Pop              | Bìa Album đẹp nhất 2019 | 1      | [ 32 ]    |
| Idology Korea             | 2019: Album Của Năm     | 1      | [ 33 ]    |

| Nhà phê bình/nhà xuất bản | Danh sách         | Vị trí | Chú thích |
| ------------------------- | ----------------- | ------ | --------- |
| Reddit K-Pop              | Album của Thập kỉ | 1      | [ 34 ]    |

| Bài hát  | Chương trình     | Đài truyền hình | Ngày                  |
| -------- | ---------------- | --------------- | --------------------- |
| "Psycho" | Music Bank       | KBS             | 3 tháng 1 năm 2020    |
| "Psycho" | Music Bank       | KBS             | 10 tháng 1 năm 2020   |
| "Psycho" | Music Bank       | KBS             | 24 tháng 1 năm 2020   |
| "Psycho" | Show! Music Core | MBC             | 4 tháng 1 năm 2020    |
| "Psycho" | Show! Music Core | MBC             | 11 tháng 1 năm l 2020 |
| "Psycho" | Show! Music Core | MBC             | 18 tháng 1 năm 2020   |
| "Psycho" | Inkigayo         | SBS             | 5 tháng 1 năm 2020    |
| "Psycho" | Inkigayo         | SBS             | 12 tháng 1 năm 2020   |
| "Psycho" | Inkigayo         | SBS             | 19 tháng 1 năm 2020   |

## Lịch sử phát hành
| Khu vực  | Ngày                      | Định dạng                            | Hãng                      |
| -------- | ------------------------- | ------------------------------------ | ------------------------- |
| Toàn cầu | Ngày 23 tháng 12 năm 2019 | CD Tải nhạc streaming EP kỹ thuật số | SM Entertainment, Dreamus |